# Glen Elder
Glen Elder és una població dels Estats Units a l'estat de Kansas. Segons el cens del 2000 tenia 439 habitants.

## Demografia
Segons el cens del 2000, Glen Elder tenia 439 habitants, 196 habitatges, i 130 famílies. La densitat de població era de 434,6 habitants/km².
Dels 196 habitatges en un 28,1% hi vivien nens de menys de 18 anys, en un 56,1% hi vivien parelles casades, en un 9,2% dones solteres, i en un 33,2% no eren unitats familiars. En el 27,6% dels habitatges hi vivien persones soles el 18,4% de les quals corresponia a persones de 65 anys o més que vivien soles. El nombre mitjà de persones vivint en cada habitatge era de 2,24 i el nombre mitjà de persones que vivien en cada família era de 2,75.
Per edats la població es repartia de la següent manera: un 22,8% tenia menys de 18 anys, un 8% entre 18 i 24, un 20,5% entre 25 i 44, un 23% de 45 a 60 i un 25,7% 65 anys o més.
L'edat mediana era de 44 anys. Per cada 100 dones de 18 o més anys hi havia 93,7 homes.
La renda mediana per habitatge era de 26.000 $ i la renda mediana per família de 32.361 $. Els homes tenien una renda mediana de 21.528 $ mentre que les dones 18.125 $. La renda per capita de la població era de 20.169 $. Entorn del 5,4% de les famílies i el 9,9% de la població estaven per davall del llindar de pobresa.

## Poblacions més properes
El següent diagrama mostra les poblacions més properes.